# Półklasyczna teoria grawitacji
Półklasyczna teoria grawitacji – przybliżenie kwantowej teorii grawitacji: materię opisuje się kwantowo, a grawitację opisuje się klasycznie. Materię reprezentuje pole {\displaystyle \psi ,} które jest rozwiązaniem kwantowej teorii pola w zakrzywionej czasoprzestrzeni. Czasoprzestrzeń reprezentuje tensor metryczny {\displaystyle g_{\mu \nu }(x),} który opisuje się za pomocą półklasycznych równań ogólnej teorii względności Einsteina, tj. równań, które wiążą tensor metryczny, zadany poprzez tensor Einsteina {\displaystyle G_{\mu \nu },} z wartością oczekiwaną operatora energii-napięć {\displaystyle T_{\mu \nu },} zależnego od stanu materii
{\displaystyle G_{\mu \nu }={\frac {8\pi G}{c^{4}}}\left\langle {\hat {T}}_{\mu \nu }\right\rangle _{\psi },}
gdzie:
{\displaystyle G} – stała grawitacyjna,
{\displaystyle \psi } – wektor opisujący stan kwantowy materii.
Czasoprzestrzeń, mimo że traktowana jest klasycznie, zmienia się dynamicznie w wyniku zmian stanu materii.

## Tensor napięć-energii
Istnieje pewna dowolność w zapisie tensora napięć-energii, który zależy od krzywizny czasoprzestrzeni. Dowolność ta wynika stąd, że można różnie przyjąć wartość stałej kosmologicznej, stałej grawitacyjnej oraz wyrazów sprzężenia
{\displaystyle \int d^{d}x\,{\sqrt {-g}}R^{2}} oraz {\displaystyle \int d^{d}x\,{\sqrt {-g}}R^{\mu \nu }R_{\mu \nu }.}
Istnieje również inny składnik kwadratowy
{\displaystyle \int d^{d}x\,{\sqrt {-g}}R^{\mu \nu \rho \sigma }R_{\mu \nu \rho \sigma },}
ale (w 4 wymiarach) ten składnik jest liniową kombinacją innych składników oraz składnika powierzchni.
Ponieważ nie jest znana kwantowa grawitacja, to trudno powiedzieć, jaki jest zakres ważności teorii półklasycznej. Jednakże można pokazać formalnie, że teoria półklasyczna może być wyprowadzona z teorii kwantowej, rozważając {\displaystyle N} kopii kwantowych pól materii i biorąc granicę zmierzającą do nieskończoności przy zachowaniu stałej wartości iloczynu {\displaystyle GN.} Półklasyczna grawitacja odpowiada sumowaniu diagramów Feynmana, które nie zawierają pętli grawitonowych, ale mają dowolną liczbę pętli pól kwantowych materii. Półklasyczna teoria grawitacji może być wyprowadzona także przy założeniu pewnej liczby aksjomatów.

## Wyniki eksperymentów
Półklasyczna teoria grawitacji zawodzi np. w sytuacji, gdy masywne ciało jest w stanie superpozycji
{\displaystyle {\frac {1}{\sqrt {2}}}\left(\left|M{\text{ at }}A\right\rangle +\left|M{\text{ at }}B\right\rangle \right),}
gdzie {\displaystyle A} oraz {\displaystyle B} są oddzielone przestrzenni. Wtedy wartość oczekiwana tensora energii-napięć wynosi {\displaystyle M/2} w położeniu {\displaystyle A} oraz {\displaystyle M/2} w położeniu {\displaystyle B.} Jednakże nigdy nie obserwuje się, by pole grawitacyjne było wytwarzane przez taki rozkład masy. Przeciwnie, źródło pola jest tylko w jednym położeniu: w stanie {\displaystyle A} (z prawdopodobieństwem 1/2) lub w stanie {\displaystyle B} (z prawdopodobieństwem 1/2).

## Zastosowania
Do najważniejszych zastosowań półklasycznej teorii grawitacji należy:
- wyjaśnienie promieniowania Hawkinga, emitowanego przez czarne dziury,
- wyjaśnienie wytworzenia losowych zaburzeń izotropowości Wszechświata, opisywanych rozkładem Gaussa, które miały wg teorii kosmicznej inflacji pojawić się na w trakcie Wielkiego Wybuchu.